# 第14回オクラホマ映画批評家協会賞
第14回オクラホマ映画批評家協会賞は2019年の映画を対象としており、2019年12月15日に受賞者が発表された。

## 受賞一覧

### 作品賞
- 1位 - 『ワンス・アポン・ア・タイム・イン・ハリウッド』（クエンティン・タランティーノ監督）
  - 2位 - 『ナイブズ・アウト/名探偵と刃の館の秘密』（ライアン・ジョンソン監督）
  - 3位 - 『アイリッシュマン』（マーティン・スコセッシ監督）
  - 4位 - 『パラサイト 半地下の家族』（ポン・ジュノ監督）
  - 5位 - 『アンカット・ダイヤモンド』（ベニー・サフディ、ジョシュ・サフディ監督）
  - 6位 - 『ジョジョ・ラビット』（タイカ・ワイティティ監督）
  - 7位 - 『マリッジ・ストーリー』（ノア・バームバック監督）
  - 8位 - 『ストーリー・オブ・マイライフ/わたしの若草物語』（グレタ・ガーウィグ監督）
  - 9位 - 『アベンジャーズ/エンドゲーム』（アンソニー・ルッソ、ジョー・ルッソ監督）
  - 10位 - 『ミッドサマー』（アリ・アスター監督）

### 監督賞
- マーティン・スコセッシ - 『アイリッシュマン』

### 主演男優賞
- アダム・サンドラー - 『アンカット・ダイヤモンド』

### 主演女優賞
- ルピタ・ニョンゴ - 『アス』

### 助演男優賞
- ブラッド・ピット - 『ワンス・アポン・ア・タイム・イン・ハリウッド』

### 助演女優賞
- ジェニファー・ロペス - 『ハスラーズ』

### アンサンブル・キャスト賞
- 『ナイブズ・アウト/名探偵と刃の館の秘密』

### Body of Work
- アダム・ドライバー - 『マリッジ・ストーリー』、『ザ・レポート』

### オリジナル脚本賞
- ライアン・ジョンソン - 『ナイブズ・アウト/名探偵と刃の館の秘密』

### 脚色賞
- スティーヴン・ザイリアン - 『アイリッシュマン』

### 作曲賞
- ダニエル・ロパティン - 『アンカット・ダイヤモンド』

### 撮影賞
- ロバート・リチャードソン - 『ワンス・アポン・ア・タイム・イン・ハリウッド』

### 第1回作品賞
- 『ラストブラックマン・イン・サンフランシスコ』（ジョー・タルボット監督）

### ドキュメンタリー映画賞
- 『アメリカン・ファクトリー』（スティーブン・ボグナー、ジュリア・ライカート監督）

### アニメ映画賞
- 『トイ・ストーリー4』（ジョシュ・クーリー監督）

### 外国語映画賞
- 『パラサイト 半地下の家族』（ポン・ジュノ監督） 韓国

### 最も出来に失望させられた映画賞
- 『IT/イット THE END “それ”が見えたら、終わり。』（アンディ・ムスキエティ監督）